# Lysanne Thibodeau
Lysanne Thibodeau, auch Lisan Tibodo (* 12. November 1959 in Montreal; † 15. April 2018) war eine kanadische Filmregisseurin und Musikerin.

## Leben
Thibodeau war von 1980 bis 1982 Sängerin und Keyboarderin der Band Men Without Hats. Von 1982 bis 1996 lebte sie in Europa, hauptsächlich in Berlin. Hier entstand 1984 ihr erster Film Bad Blood for the Vampyr auf Super-8; Mitwirkende waren u. a. Blixa Bargeld, Gudrun Gut, Der wahre Heino, die Musik stammte u. a. von den Einstürzenden Neubauten und den Ärzten.
Für den Super-8 Clip Brezchnev Rap der Band Notorische Reflexe lieh sie 1983 Leonid Breshnev Ihre Lippen.
Thibodeau wirkte gelegentlich auch als Darstellerin in Filmen anderer mit. Nach einem Filmstudium an der Université Concordia in Montréal wandte sich dann selbst dem Dokumentarfilm zu. Sie lebte in Montréal und war dort ab 1998 Mitglied der Produktionsfirma „Les Films de l’Autre“.

## Filmografie
- 1984: Bad Blood for the Vampyr
- 1992: Virginia or Do All Roads Lead to Romeo?
- 2001: Éloge du retour
- 2001: Ma chute du mur / My Fall of the Wall
- 2003: Un jour, la nuit
- 2007: Family Spirits / Esprits de famille